# Solen bagved ... En film om blinde mennesker
|  | Denne artikel er oprettet af botten PalnaBot ud fra en ekstern database. Den kan derfor have sproglige fejl eller mangler. Denne skabelon kan fjernes efter kontrol af indholdet. |

Solen bagved ... En film om blinde mennesker er en film instrueret af Hans-Henrik Jørgensen efter manuskript af Hans-Henrik Jørgensen.

## Handling
Filmen beskriver, hvorledes blinde opfatter deres situation, deres uddannelses- og beskæftigelsesmuligheder, deres forhold til omverdenen. Og omverdenens forhold til dem. Den er båret af deres ønske om et mere afslappet og naturligt forhold mellem seende og blinde, en gensidig erkendelse af karakteren af deres handicap.